# Abdulaziz Mohamed
Abdulaziz Mohamed (Emiratos Árabes Unidos; 12 de diciembre de 1965) es un exfutbolista de Emiratos Árabes Unidos que jugaba en la posición de delantero.

## Carrera

### Club
| Periodo   | Club            |
| --------- | --------------- |
| 1989-1994 | Sarja FC        |
| 1995-1997 | Al-Shabab Dubai |
| 1997-1998 | Al-Nasr SC      |
| 1999-2002 | Sarja FC        |

### Selección nacional
Jugó para Emiratos Árabes Unidos en 15 ocasiones de 1989 a 1996 y anotó tres goles, participó en la Copa Mundial de Fútbol de 1990, la Copa FIFA Confederaciones 1997 y dos ediciones de la Copa Asiática.

## Logros

### Club
- UAE Pro League: 1

1993-94
- Copa Presidente de Emiratos Árabes Unidos: 2

1994-95, 1996-97
- Supercopa de los Emiratos Árabes Unidos: 1

1994

### Individual
- Goleador de la UAE Pro League en 1993-94 (20 goles)
- Goleador de la Copa de Naciones del Golfo de 1994